# Storsjöodjuret

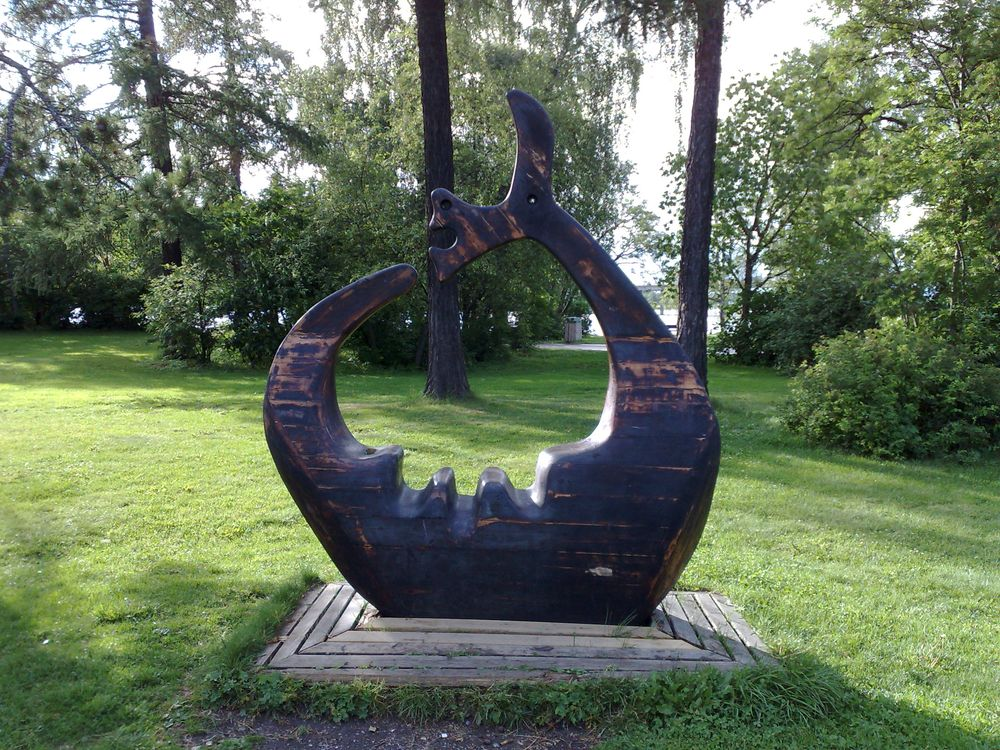
Skulptur des Seeungeheuers Storsjöodjuret

Storsjöodjuret (/ˈstuːˌʂøːuˈjʉːrɛt/) ist ein Seeungeheuer, welches als Kryptid im See Storsjön in Jämtland in Schweden leben soll. Wörtlich übersetzt heißt es „das Untier des Storsjön“ (schwedisch: Storsjö- (Name des Sees ohne Artikel, bedeutet ‚großer See‘), -o- (‚-un-‘), -djuret (‚das Tier‘)). Im Jamtli-Museum ist ihm eine Ausstellung gewidmet.
Die erste Erwähnung des Tieres erfolgte in einer folkloristischen Erzählung eines schwedischen Vikars von 1635, aber erst nach 1890 erregte das Monster die Aufmerksamkeit der Öffentlichkeit. Ab diesem Zeitpunkt kam es zu mehreren Sichtungen und eine Gruppe von Anwohnern des Sees wollte das Tier fangen. Dafür hatten sie auch die Unterstützung des schwedischen Königs Oskar II. Der Versuch misslang, und seitdem kam es zu Hunderten von Sichtungen; bis heute liegt allerdings kein Hinweis auf die reale Existenz des Seeungeheuers vor.
Bei dem Tier soll es sich um eine Seeschlange mit einem hundeähnlichen Schädel handeln. Sie soll etwa sechs Meter lang sein und in manchen Berichten hatte sie deutliche Buckel.
Durch die häufigen Berichte und Versuche, das Tier zu fangen, wurde es schnell populär und zog viele Schaulustige in die Gegend. Aus diesem Grund beschloss die örtliche Regierung von Jämtlands län, das Storsjöodjuret unter Artenschutz zu stellen, obwohl es bislang niemandem gelungen ist, eine zuverlässige Bestätigung für seine Existenz zu finden.